# Léon Johnson
Léon Édouard Johnson (Niça, Alps Marítims, 29 de febrer de 1876 – París, 2 de gener de 1943) va ser un tirador francès que va competir durant el primer quart del segle xx.
El 1908 va prendre part en els Jocs Olímpics de Londres, on va disputa quatre proves del programa de tir. Va guanyar una medalla de bronze en la prova de rifle lliure, 300 metres per equips fou vuitè en la de rifle lliure, 300 metres, tres posicions, mentre en les altres dues, carrabina blanc mòbil i carrabina blanc cec, no aconseguí bons resultats.
El 1912 va disputar els seus segons Jocs Olímpics, amb la participació en sis proves del programa de tir. No aconseguí cap medalla, però destaquen les quartes posicions en carrabina, 50 metres per equips i rifle lliure, 300 metres per equips.
El 1920, un cop superada la Primera Guerra Mundial, Johnson disputà els seus darrers Jocs Olímpics. A Anvers disputà fins a deu proves del programa de tir i guanyà dues medalles de plata, en rifle militar, 300 metres bocaterrosa i rifle militar, 300 metres per equips, bocaterrosa.